# Comuna de Sicienko
Sicienko (polaco: Gmina Sicienko) é uma gminy (comuna) na Polónia, na voivodia de Cujávia-Pomerânia e no condado de Bydgoski. A sede do condado é a cidade de Sicienko.
De acordo com os censos de 2007, a comuna tem 9083 habitantes, com uma densidade 50,6 hab/km².

## Área
Estende-se por uma área de 179,46 km², incluindo:
- área agricola: 70%
- área florestal: 19%

## Demografia
Dados de 30 de Junho 2007:
|                      | Total   | Total | Mulheres | Mulheres | Homens  | Homens |
| -------------------- | ------- | ----- | -------- | -------- | ------- | ------ |
|                      | pessoas | %     | pessoas  | %        | pessoas | %      |
| População            | 9083    | 100   | 4478     | 49,3     | 4605    | 50,7   |
| Densidade (pop./km²) | 50,6    | 100   | 25       | 25       | 25,6    | 25,6   |

De acordo com dados de 2005, o rendimento médio per capita ascendia a 1901,50 zł.

## Subdivisões
- Dąbrówka Nowa, Gliszcz, Kruszyn, Łukowiec, Mochle, Murucin, Nowaczkowo, Osówiec, Pawłówek, Samsieczno, Sicienko, Strzelewo, Szczutki, Trzemiętowo, Trzemiętówko, Wierzchucice, Wierzchucinek, Wojnowo, Zawada-Ugoda, Zielonczyn

## Comunas vizinhas
- Białe Błota, Bydgoszcz, Koronowo, Mrocza, Nakło nad Notecią, Osielsko, Sośno